# 若林厚史
若林 厚史（わかばやし あつし、1964年12月10日 - ）は、日本の男性アニメーター、キャラクターデザイナー、アニメ演出家・監督。栃木県出身。

## 来歴
竜の子アニメ技術研究所を経て、1990年代は『幽☆遊☆白書』、『みどりのマキバオー』などの作画監督を務め、主にスタジオぴえろ作品の作画を支えた。『NARUTO -ナルト- 』では第30話・第71話・第133話の絵コンテ・演出・作画監督・原画を担当し注目を集めた。その後は、他社作品へと仕事の場を広げているが絵コンテのみの参加が多い。現場での愛称は「カバさん」。
2009年には『グイン・サーガ』で初監督を務めた。
2013年からはぴえろの創業者である布川郁司が設立した、NUNOANI塾の講師も務めている。

## 参加作品

### テレビアニメ
1989年
- らんま1/2（原画）
- らんま1/2 熱闘編（1989年 - 1992年、原画）
- 獣神ライガー（原画）

1991年
- 横山光輝 三国志（1991年 - 1992年、作画監督）

1992年
- 幽☆遊☆白書（1992年 - 1995年、作画監督・原画）

1994年
- メタルファイター♥MIKU（オープニングアニメーション）

1995年
- NINKU -忍空-（1995年 - 1996年、作画監督・原画）

1996年
- みどりのマキバオー（1996年 - 1997年、作画監督・原画）

1997年
- 烈火の炎（1997年 - 1998年、キャラクターデザイン・作画監督・原画）

1998年
- ポポロクロイス物語（1998年 - 1999年、作画監督・原画）

1999年
- 小さな巨人 ミクロマン（アニメーションキャラクターデザイン）
- GTO（1999年 - 2000年、原画）
- ワイルドアームズ トワイライトヴェノム（絵コンテ）

2001年
- 砂漠の海賊!キャプテンクッパ（キャラクターデザイン・作画監督）

2002年
- 攻殻機動隊 STAND ALONE COMPLEX（絵コンテ・演出）
- 十二国記（-2003年、クリーチャーデザイン・コンセプトデザイン）
- NARUTO -ナルト-（2002年 - 2007年、絵コンテ・演出・作画監督・原画）

2004年
- 巌窟王（絵コンテ）
- 恋風（絵コンテ）
- 風人物語（絵コンテ）
- お伽草子（2004年 - 2005年、絵コンテ）

2005年
- 学園アリス（絵コンテ）
- 地獄少女（絵コンテ）
- ノエイン もうひとりの君へ（2005年 - 2006年、絵コンテ）

2006年
- TOKYO TRIBE2（2006年 - 2007年、絵コンテ）

2007年
- NARUTO -ナルト- 疾風伝（2007年 - 2017年、絵コンテ・演出・作画監督・原画）

2009年
- グイン・サーガ（監督・絵コンテ・演出）

2010年
- 海月姫（絵コンテ）

2011年
- BLEACH（死神図鑑原画・絵コンテ・原画）

2012年
- キングダム（絵コンテ・原画）

2013年
- 戦姫絶唱シンフォギアG（絵コンテ）

2014年
- サムライフラメンコ（絵コンテ）
- 神撃のバハムート GENESIS（演出・作画監督）

2015年
- 牙狼 -紅蓮ノ月-（監督・絵コンテ）

2017年
- 神撃のバハムート VIRGIN SOUL（演出）

2018年
- Cutie Honey Universe（演出）

2019年
- BORUTO-ボルト- NARUTO NEXT GENERATIONS（絵コンテ）

2021年
- 妖怪学園Y 〜Nとの遭遇〜（絵コンテ）
- マジカパーティ（絵コンテ）
- キングダム 第3シリーズ（絵コンテ）
- メガトン級ムサシ（絵コンテ）

2023年
- BLEACH 千年血戦篇-訣別譚-（アクション・エフェクト作画監督）

2024年
- BLEACH 千年血戦篇-相剋譚-（アクション・エフェクト作画監督）

### 劇場アニメ
2001年
- 劇場版 幻想魔伝 最遊記 Requiem 選ばれざる者への鎮魂歌（原画）

2012年
- 劇場版 NARUTO -ナルト- 炎の中忍試験! ナルトVS木ノ葉丸!!（原画）

### OVA
1993年
- 永遠のフィレーナ（原画）
- 今日から俺は!!（原画）

1995年
- 魔物ハンター妖子2（原画）

1996年
- お嬢様捜査網（原画）

### Webアニメ
2022年
- Shenmue the Animation（演出）